# Julius Alhard Gelpke
Karl Julius Alhard Gelpke (* 28. September 1811 in Goslar (ehemals Preussen, heute Niedersachsen); † 28. September 1885 in Gelterkinden) war ein deutschstämmiger, Schweizer Arzt.

## Leben

### Familie und Ausbildung
Julius Alhard Gelpke war der Sohn des Arztes Heinrich Christian Ludwig Gelpke (1767–1829) und der Friederike Lidia Philomena geb. Wackerhagen (1784–1837). Er besuchte die Gymnasien in Goslar und Wolfenbüttel. Ab 1830 bis 1833 studierte er Medizin an den Universitäten von Göttingen, Würzburg und Heidelberg. Wegen seiner Teilnahme an der Heidelberger Burschenschaft wurde er 1833 steckbrieflich gesucht, wie im Schwarzen Buch der Frankfurter Bundeszentralbehörde (Eintrag Nr. 504) festgehalten ist. 1833 musste er Deutschland verlassen. Er flüchtete in die Schweiz, wo er sein Studium an der Universität Zürich fortsetzte. 1834 wurde er zum Doktor der Medizin promoviert.
1841 heiratete er Karoline Streuli, die Tochter des Arztes Heinrich Streuli von Meilen. Sie hatten zehn Kinder. Rudolf Hermann (* 1841), Wilhelmine Constantine Dorothea (* 1843), Bertha (* 1844), Julius (* 1845), Karl Otto (* 1847), Emma Sophie Caroline (* 1849), Julius Alhard (* 1850), Ludwig Hermann (1854–1946), Hermann (* 1857) und Karl Theodor (* 1860).

### Medizin
Aufgrund seiner politischen Aktivitäten musste er nach Abschluss seines Studiums den Kanton Zürich verlassen. Im jungen Kanton Baselland konnte er sich als Arzt niederlassen. 1835 erhielt er das Schweizer Bürgerrecht und das Bürgerrecht von Tecknau. Er eröffnete 1835 eine Praxis als Landarzt in Aesch. 1836 zog er nach Allschwil um.
Als Landarzt gewann er einen hervorragenden Ruf, besonders bei der Bekämpfung der Cholera-Epidemie von 1855.

### Militär
Beim Militär war er 1848 Brigadearzt.

### Politik
Julius Alhard Gelpke beteiligte sich 1833 am Aufstand der Burschenschafter in Deutschland. Da das geplante Unternehmen scheiterte, mussten viele der Aufständischen aus Deutschland fliehen. Gelpke ging nach Zürich in die Schweiz.
Im Februar 1834 beteiligte er sich am Savoyerzug zur Befreiung Sardiniens. Aufgrund dieser Aktion wurde er nach Abschluss seines Studiums aus dem Kanton Zürich ausgewiesen.
Gelpke sympathisierte mit dem 1834 in Bern gegründeten Geheimbund Junges Deutschland.
1844 und 1845 nahm er an den Freischarenzügen teil und beteiligte sich 1847 am Sonderbundskrieg.

## Werke
- Matthias Manz: Lebenserinnerungen von Julius Alhard Gelpke (1811–1885). In: Baselbieter Heimatblätter, Organ der Gesellschaft für Baselbieter Heimatforschung, Bd. 55, 1990, Heft 1,  S. 509–548 (Digitalisat).